# Dresdner Eislöwen
Dresdner Eislöwen – niemiecki klub hokejowy z siedzibą w Dreźnie.

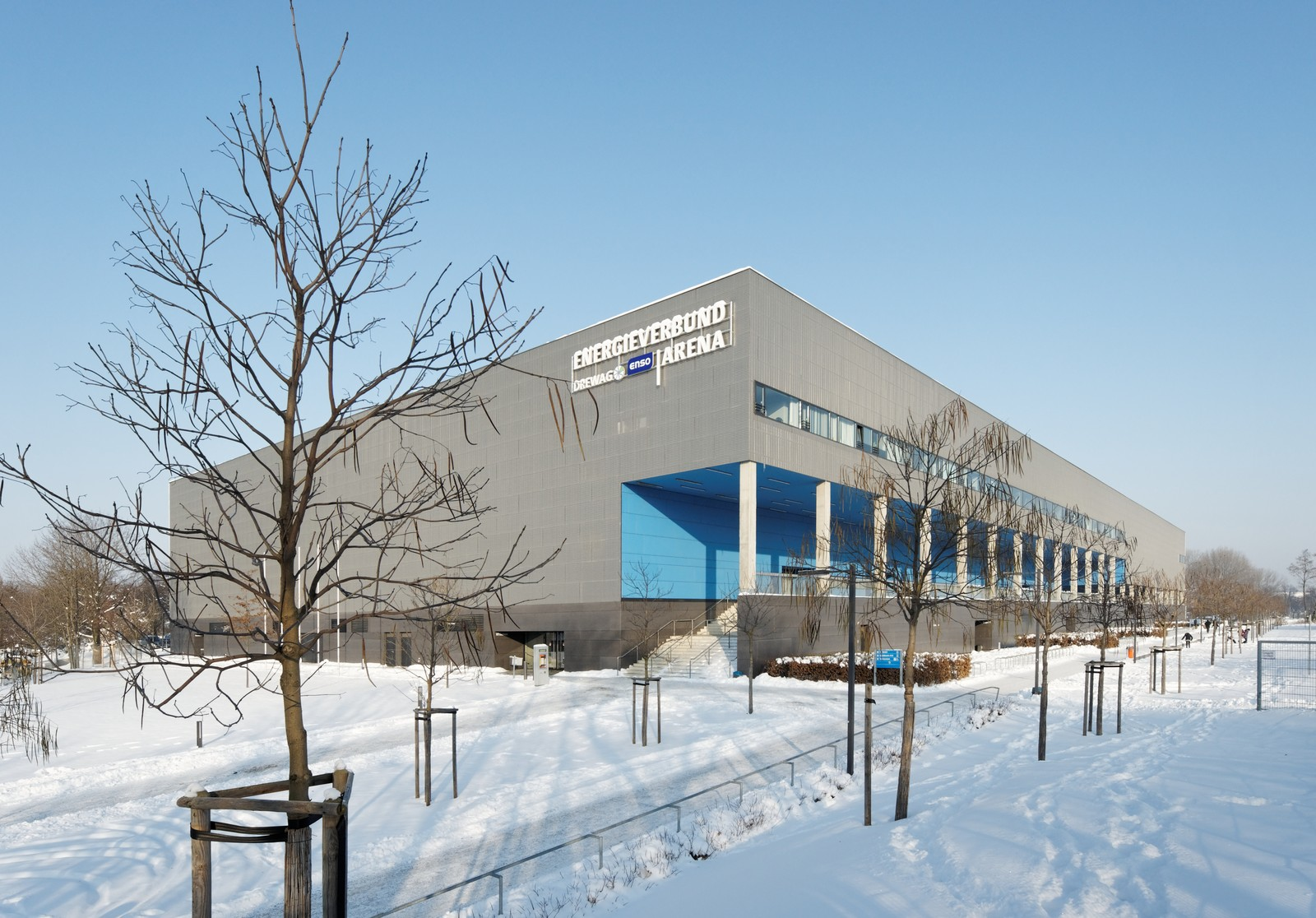
Lodowisko klubu

Macierzystym klubem jest Eissportclub Dresden e.V.
Trenerem w klubie był Štefan Mikeš.
Do 2013 klub występował w 2. Bundeslidze, a od 2013 w DEL2.

## Sukcesy
- Mistrzostwo Oberligi: 2005, 2008
- Awans do 2. Bundesligi: 2005, 2008